# Peder Jarl Hansen
Peter Jarl Hansen (født 1944) er en tidligere dansk atlet. Han var medlem af Vejle IF, AGF og Aarhus 1900.
Peter Jarl Hansen vandt flere danske mesterskaber i diskoskast, hammerkast og vægtkast.

## Personlig rekord
- Kuglestød: 15,75 1973
- Diskoskast: 56,40 1977
- Hammerkast: 60,60 1976
- Vægtkast: 19,66 1973
- Kastefemkamp: 4.200 point 1977

## Danske rekorder
- Vægtkast: 19,66 1973